# 통화대체
통화대체(currency substitution) 또는 화폐대체는 자국통화 대신 또는 자국통화와 병렬로 외국 통화를 이용하는 것이다. 외국 화폐가 달러나 유로 화폐인 경우 달러라이제이션(dollarization), 유로이제이션(euroization)이라고도 부른다.
통화대체는 완전히 시행되거나 부분적으로 시행될 수 있다. 경제위기 이후 완전히 시행되는 국가들로는 에콰도르, 엘살바도르, 짐바브웨가 있다. 독립적인 통화를 유지하는 것이 비현실적인 일부 경제권 국가들은 더 큰 이웃국가들의 통화를 사용하는데, 예를 들면 리히텐슈타인은 스위스 프랑을 사용한다.

## 같이 보기
- 통화 동맹
- 비트코인
- 대체재